# Classe Furor
La classe Furor fut une classe de destroyer torpilleur construite pour la Marine espagnole. Deux navires furent coulés par l’US Navy durant la bataille de Santiago de Cuba en 1898.

## ClasseFuror
| Nombre     | Année de lancement | Fin du service | Cause             | Observations                 |
| ---------- | ------------------ | -------------- | ----------------- | ---------------------------- |
| Furor      | 1896               | 1898           | Détruit           | Bataille de Santiago de Cuba |
| Plutón     | 1897               | 1898           | Détruit           | Bataille de Santiago de Cuba |
| Terror     | 1896               | 1925           | Retiré du service | Mis au rebut                 |
| Audaz      | 1897               | 1924           | Retiré du service | Mis au rebut                 |
| Osado      | 1898               | 1924           | Retiré du service | Mis au rebut                 |
| Proserpina | 1898               | 1931           | Retiré du service | Mis au rebut                 |